# سوزان باستور
سوزان باستور (بالإنجليزية: Suzanne Pastor)‏ هي مصورة أمريكية، ولدت في 16 نوفمبر 1952 في شيكاغو في الولايات المتحدة.